# Kandeh (ort i Östazarbaijan)
Kandeh (persiska: كنده, كيّاندا, كُندِه) är en ort i Iran.   Den ligger i provinsen Östazarbaijan, i den nordvästra delen av landet, 500 km nordväst om huvudstaden Teheran. Kandeh ligger 1 567 meter över havet och antalet invånare är 297.
Terrängen runt Kandeh är huvudsakligen kuperad, men norrut är den bergig.Runt Kandeh är det ganska glesbefolkat, med 27 invånare per kvadratkilometer. Närmaste större samhälle är Hūrānd, 17,3 km nordost om Kandeh. Trakten runt Kandeh består i huvudsak av gräsmarker.